# Sieniewice
Sieniewice – wieś w Polsce położona w województwie podlaskim, w powiecie siemiatyckim, w gminie Drohiczyn.
W czasach II Rzeczypospolitej wieś (wówczas także spotykana pod nazwą Sieniewicze) należała (do 1934) do gminy Narojki.
W latach 1975–1998 miejscowość administracyjnie należała do województwa białostockiego.
Według Powszechnego Spisu Ludności z 1921 roku wieś zamieszkiwały 253 osoby, wśród których 198 było wyznania rzymskokatolickiego, 43 prawosławnego, a 12 mojżeszowego. Jednocześnie 232 mieszkańców zadeklarowało polską przynależność narodową, a 21 białoruską. Folwark Sieniewicze zamieszkiwało 21 osób, wszystkie były wyznania mojżeszowego i narodowości polskiej. We wsi było 45 budynków mieszkalnych, w folwarku 1.
Wierni Kościoła rzymskokatolickiego należą do parafii Trójcy Przenajświętszej w Drohiczynie.